# Таштамак
Таштама́к (рос. Таштамак, башк. Таштамаҡ) — присілок у складі Аургазинського району Башкортостану, Росія. Адміністративний центр Таштамацької сільської ради.
Населення — 561 особа (2010; 594 в 2002).
Національний склад:
- чуваші — 92%